# ネメア川の戦い
ネメア川の戦い（英：Battle of Nemea）はコリントス戦争において紀元前394年にスパルタとその同盟軍とアルゴス・アテナイ・コリントス・テバイ連合軍との間で戦われた会戦である。

## 背景
スパルタの覇権に対する他のギリシア諸国の不満から紀元前395年にコリントス戦争が始まり、テバイ、アテナイ、コリントス、そしてアルゴスは対スパルタで同盟を結び、軍を動員した。
この動きに対してスパルタは王のアゲシポリス1世がまだ幼かったため、その後見人アリストデモスに軍の指揮権を与え、動員令を出し、小アジアに遠征していたアゲシラオス2世に帰国が命じられた。そしてスパルタとその同盟軍はコリントス領に侵入して略奪を焼き討ちをしながら進軍し、その後に両軍はネメア川で対陣した。
クセノポンによれば、両軍の編成は以下のようであった。スパルタとその同盟軍は重装歩兵がスパルタ軍6000人、エーリス、トリピュリア、アクロレイオイ、ラシオンの軍が3000人、シキュオン軍1500人、エピダウロス、トロイゼン、ヘルミオネ、ハリアイから3000人の計13500人。そしてスパルタ人騎兵600騎、クレタ人弓兵300人、マルガナ、レトリノイ、アンピドロイからの投石兵400人。総兵力は14800人。これに対して連合軍は重装歩兵がアテナイ軍6000人、アルゴス軍7000人、ボイオティア軍5000人、コリントス軍3000人、エウボイアから3000人の計24000人。騎兵はボイオティアから800騎、アテナイから600騎、エウボイアのカルキスから100騎、オプスのロクリスから50騎の計1550騎。そして数は不明ながら、少なくともスパルタ軍より多い数の軽装歩兵。総兵力は（数の分からない軽装歩兵を除外するなら）25550人。戦列では伝統に従って右翼をスパルタ人が占めたのに対し、アテナイ軍がこれに対する形で左翼を、ボイオティア軍が右翼を占めた。

## 戦い
双方のファランクスは右へと動いた（詳しくは「ファランクス#東地中海でよく見られたファランクス」を参照）。その結果、スパルタ軍は敵の側面に回りこんでアテナイ軍を圧倒したが、スパルタの同盟軍はほとんどが敗走した。アルゴス軍が追撃から戻ってきてスパルタ軍に攻撃を仕掛けようとした時、スパルタ軍はアルゴス軍の先頭を素通りさせてその側面に攻撃をかけて破り、次いでコリントス軍、そしてテバイ軍もまた破った。連合軍が敗走した後、スパルタ軍は敵と始めに激突した場所に戻って戦勝記念碑を建てた。この戦いでスパルタとその同盟軍は1100人、連合軍は2800人の戦死者を出した。

## その後
小アジアからギリシアに戻ってきたアゲシラオスはコロネイアの戦いで連合軍を破り、この戦いとあわせてスパルタはギリシア本土での緒戦で優位に立った。